# Alfred Rosenberg
Pour les articles homonymes, voir Rosenberg.
Alfred Rosenberg, né le 12 janvier 1893 à Reval et mort le 16 octobre 1946 à Nuremberg, est un homme politique, architecte et essayiste allemand, membre du Parti national-socialiste des travailleurs allemands et l'un des théoriciens du nazisme.
Durant la Seconde Guerre mondiale, il occupe le poste de ministre du Reich aux Territoires occupés de l'Est. Il fait partie des principaux criminels de guerre condamnés à mort lors du procès de Nuremberg puis exécutés par pendaison.

## Biographie
Rosenberg est issu d'une famille germano-balte, et naît en tant que sujet de l'Empire russe. À l'automne 1910, il entre à la Faculté d'architecture de l'université technique de Riga. Pendant la Première Guerre mondiale, il s'installe à Moscou. Un temps protégé du mystique russe Dimitri Merejkovski, il entreprend des études d'ingénieur-architecte à l'École impériale technique de Moscou, aujourd'hui université Bauman.
En décembre 1918, l'indépendance de l'Estonie, l'exode des allemands-baltes après sept siècles de domination sur la région et la tentative d'invasion du territoire par la Russie devenue bolchévique poussent Rosenberg à quitter Reval (entre-temps renommée Tallinn) définitivement aux côtés de troupes allemandes évacuant l'Estonie après leur courte occupation du territoire de 1917.
Il reste quelques semaines à Berlin puis il s'établit de façon définitive à Munich au début de l'année 1919 ; la ville est alors le centre de ralliement de la minorité allemande de Russie en exil. Il y subsiste grâce à la soupe populaire, et aux sociétés de secours des Allemands de la Baltique. 
Apatride, déraciné, en recherche, proche des milieux völkisch, multiformes et fortement représentés en Bavière, il y fréquente l'ordre de Thulé, se rallie aux doctrines raciales de Dietrich Eckart, et ce dernier le présente à Adolf Hitler.
Le parti nazi (parti national-socialiste des travailleurs allemands, NSDAP en allemand) exerce alors une forte attraction sur les Allemands de l'étranger et ces derniers, en retour, jouent un rôle essentiel dans son développement.

### Membre du parti national-socialiste des travailleurs allemands (NSDAP)
Ayant fréquenté la société Thulé, il devient un des plus fervents partisans du national-socialisme. Dès 1920, alors qu'il a reçu une formation en architecture il est ainsi rédacteur en chef du Völkischer Beobachter, organe du parti national-socialiste des travailleurs allemands (NSDAP).
Il publie en 1922 Peste en Russie ! le bolchévisme, ses dirigeants, ses exécutants et ses victimes, ouvrage qui, en identifiant bolchevisme et Juifs, marque Hitler. Il participe au putsch manqué de Munich en 1923.
Il contribue à attirer au sein du NSDAP ceux qui, à droite, développent un sentiment de pessimisme culturel et racial.
Adolf Hitler, finalement emprisonné du 11 novembre 1923 au 20 décembre 1924 après la tentative de putsch de Munich, le désigne pour le remplacer à la tête du parti nazi. Rosenberg lui rend visite en prison et l'influence dans la mise en place de la doctrine nazie dans certaines parties de Mein Kampf.
Enfin, il joue un rôle non négligeable dans la définition du corpus théorique du parti nazi ainsi que dans la diffusion de la thèse de l'influence juive dans la révolution bolchevique parmi les premiers membres du parti.
Toujours pendant que Hitler est emprisonné, devenu idéologue du parti national-socialiste, il diffuse l'antisémitisme du parti par le biais des Protocoles des Sages de Sion, édités en Allemagne à partir de 1920. Durant cette période, il exerce les fonctions qu'Hitler ne peut prendre en charge, en raison de sa condamnation, et il joue un rôle important dans la marginalisation de l'aile gauche du parti, regroupée autour de Gottfried Feder. Il ne discute pas les points formulés par ce dernier et ses proches, autour notamment de la participation des employés aux bénéfices et de la place des sociétés anonymes dans le programme du NSDAP.
À partir de 1929, date de sa création, il anime le Kampfbund für deutsche Kultur,.

### Une carrière marquée par de nombreuses déconvenues
Rosenberg est, dans les années 1930, un familier de Hitler, l'un de ses premiers « compagnons de route », auquel il confie durant ces années à de nombreuses reprises ses objectifs pour le conflit qui se déclenche en 1939 ou ses considérations raciales et antisémites, en 1939 ou en 1941.
Cependant, à l'image de l'autre idéologue du NSDAP, Gottfried Feder, il est peu à peu évincé de toute responsabilité importante. Ainsi, sa relative proximité avec Hitler n'empêche pas les nombreux déboires et déconvenues, qui jalonnent sa carrière au sein du Troisième Reich.
Dès 1934, il est écarté des responsabilités les plus importantes dans le domaine des affaires étrangères, à la suite de son échec londonien de l'année précédente[réf. nécessaire], et surtout en raison de la montée en puissance de Joachim von Ribbentrop.
En effet, colérique, piètre administrateur, il est peu apprécié au sein des principaux responsables nazis, comme l'atteste la coalition, montée contre lui, durant l'automne 1939, regroupant l'ensemble des acteurs du NSDAP et de l'État compétents dans le domaine idéologique,.
De plus, ses écrits sont peu lus par les membres du NSDAP, Hitler lui-même ayant confessé à Albert Speer ne jamais les avoir lus dans leur intégralité, tout comme les Gauleiter, mais ces écrits lui attirent l'inimitié profonde des membres chrétiens du NSDAP.
L'historien Joachim Fest écrit : « les compétences de Rosenberg furent, dès le commencement, sérieusement limitées. Göring était muni des pleins pouvoirs pour la réalisation du plan primordial ; Himmler, envoyé extraordinaire dans le secteur opérationnel de l'armée, exerçait en même temps les fonctions de chef de la police, de Reichsführer SS, de commissaire du Reich chargé des problèmes de transfert des populations et de la consolidation du Volksstum allemand ; Sauckel assumait la responsabilité des problèmes de main-d'œuvre et Keitel  la direction de la Wehrmacht ; toutes ces instances grignotaient si bien les compétences de Rosenberg qu'il ne lui restait guère que son titre. […] De fait, la tâche du ministre du Reich se réduisit bientôt à rédiger des textes que personne ne lisait, des mémorandums qui ne franchissaient pas les portes de ses services, des protestations dont nul ne prenait plus connaissance : un compagnon oublié à la tête d'un service non moins oublié ».

## Fonctions durant le Troisième Reich
Après la prise de pouvoir en 1933, il subit l'inimitié personnelle de la part de Hermann Göring, de Heinrich Himmler et de Joseph Goebbels, qui l'écartent de tous les postes ministériels, et il doit alors se contenter d'un rôle secondaire aux Affaires étrangères du Parti.

### Fonctions diverses au sein du parti
Nommé en 1934 à la tête de la recherche au sein du NSDAP, il développe la recherche nazie vers l'archéologie et l'ethnographie. Avec l'appui de Hans Reinerth, il développe au sein de son bureau, le bureau Rosenberg, une fédération de la Préhistoire allemande du Reich, ou Reichsbund für deutsche Vorgeschichte, confiée à Hans Reinerth. Jusqu'en 1937, cette fédération connaît, sous la houlette de Rosenberg, des succès indéniables ; cependant, Rosenberg et son protégé doivent, à partir de ce moment, compter avec l'influence grandissante de l'Ahnenerbe de la SS, et doit, surtout après 1940, céder le pas devant cette institution SS.
Responsable du Kampfbund für deutsche Kultur, il développe également ce qu'il estime être le programme nazi en matière de politique culturelle éducative, mais il doit composer avec les tenants d'un « christianisme positif du national-socialisme », comme il doit s'entendre avec Goebbels. En 1939, il tente à nouveau de prendre pied dans ce domaine, à la faveur d'une disgrâce passagère de Goebbels.
Cependant, malgré cet échec, il met en place, au cours des années qui suivent, l'institut pour l'étude de la question juive, qui démarre ses activités en 1938, présidées par un ancien proche de Hans Frank, brouillé avec ce dernier pour tenter de prendre le contrôle de la propagande antisémite dans le parti. En 1944, cet institut organise à Cracovie un « congrès anti-juif » dont la tenue est annulée en raison de la proximité du front.

### Acteur de la politique étrangère du Reich
Auteur du seul ouvrage officiel précisant la doctrine du NSDAP dans le domaine des affaires étrangères, il analyse la politique internationale avec le prisme de la lutte des races. La situation internationale des années 1920, clarifiée à ses yeux, ne s'est cependant pas améliorée pour les Allemands, d'après lui.
Ainsi, ces années sont marquées dans ce domaine, par de nombreuses rivalités entre les responsables du NSDAP du nord du Reich, plutôt partisans d'une alliance de l'ensemble des peuples européens opprimés et les proches de Hitler, regroupés dans le Sud du Reich, hostiles à toute entente, autre que tactique, avec l'URSS.
Souhaitant prendre le contrôle des affaires étrangères allemandes, il tente de prendre pied par le biais d'un bureau, l'Außenpolitisches Amt der NSDAP, créé le 1er avril 1933, mais il est rapidement écarté en raison de l'échec d'une mission à Londres en mai 1933.
En septembre 1933, lors du congrès du parti, il confirme l'orientation prise par le NSDAP depuis 1927, hostile à tout rapprochement avec l'URSS.
Il tente de mettre à profit les contacts dont il dispose auprès de partis étrangers, de mener une sorte de diplomatie parallèle. Cependant, sa première mission, à Londres, en mai 1933, mélange de diplomatie parallèle et de rapprochements personnels, a tourné au fiasco. L'Aussenpolitisches Amt continue cependant d'exister, mais son chef ne parvient pas à imprimer sa marque dans le domaine des affaires étrangères. Parallèlement à ce bureau, il organise, pour contrer la montée en puissance de Joachim von Ribbentrop, une école, à destination des membres du NSDAP, destinée à devenir une pépinière de futurs diplomates. Globalement, cette école se révèle, comme toutes les écoles mises en place par le NSDAP, un échec, par manque de débouchés. Parmi les anciens élèves de cette école, ont cependant été recrutés un certain nombre de diplomates affectés en Europe de l'Est.
Il tente encore, en dépit de ses échecs, de s'immiscer dans le domaine des affaires étrangères, notamment en prenant régulièrement la parole au nom du Reich, en 1936, par exemple, en félicitant un prélat autrichien, Alois Hudal, pour ses prises de positions hostiles à l'Union soviétique.
En 1938, la nomination de Joachim von Ribbentrop au ministère des Affaires étrangères, puis, en 1939, la signature du pacte germano-soviétique, sonnent le glas de ces ambitions.

### Responsable des biens et des œuvres confisqués
Membre historique du NSDAP, il participe à la confiscation du pouvoir par le parti dès les années 1930.
Il est chargé à partir de 1940 de la confiscation des œuvres d'art et des bibliothèques volées aux Juifs à travers l’Einsatzstab Reichsleiter Rosenberg, dirigé, à Vilnius, par le Dr Muller. Il reçoit également, dans ce cadre, la responsabilité du mobilier confisqué aux Juifs déportés : celui-ci doit être acheminé dans le Reich, puis vendu ou donné aux Allemands du Reich.
En France, quinze jours après l'armistice du 22 juin 1940, Keitel communique au général Vollard-Beckenberg commandant la place de Paris, « une note ordonnant de recenser et de mettre en sûreté les objets d'art et documents historiques appartenant à l'État français ou à des particuliers, notamment à des Juifs », précisant que « cette mesure ne doit pas constituer une appropriation. » Quelques jours après, Hitler charge Rosenberg de récupérer et d'acheminer vers l'Allemagne toutes les œuvres d'art « sans propriétaires ».
Celui ci se rend à Paris. À la tribune du palais Bourbon, il déclare, le 28 novembre 1940 : 
« Quelque opinion que les Français puissent formuler sur leur grande défaite de 1940, ils avoueront un jour, s’ils sont honnêtes, que l'armée allemande a battu l'armée française, mais qu'en même temps l'Allemagne a libéré le peuple français de ses parasites, dont il ne pouvait plus se défaire par leurs propres moyens ».
La première collection visée est celle des Rothschild. D'une valeur estimée à plus de deux milliards de francs, elle a été cachée dans les domaines de Château Lafite et de Château Mouton Rothschild. Un délateur nommé Jurschewitz le signale et reçoit une prime de 65 000 francs. En mars 1941, un convoi de vingt-huit wagons, contenant près de quatre mille œuvres d'art saisies en France, arrive au château de Neuschwanstein.
Durant les mois qui suivent de la même année 1941, la campagne de Grèce terminée, le Sonderkommando Griechenland (commando spécial Grèce), placé sous la responsabilité de l'Einsatzstab, se livre au pillage des biens juifs. Il entreprend également en Grèce un certain nombre de fouilles, hors de tout accord avec les institutions archéologiques universitaires. Contesté par des universités du Reich depuis les années 1930, Alfred Rosenberg doit aussi défendre les actions de son institut, face aux menées hostiles de la SS, dans un contexte de concurrence directe avec les équipes de recherche commandées par Himmler.
Le 16 avril 1943, il transmet à Hitler un rapport synthétisant l'ensemble des 20 000 œuvres d'art saisis à l'Ouest par ses subordonnés.

## Ministre des Territoires de l'Est

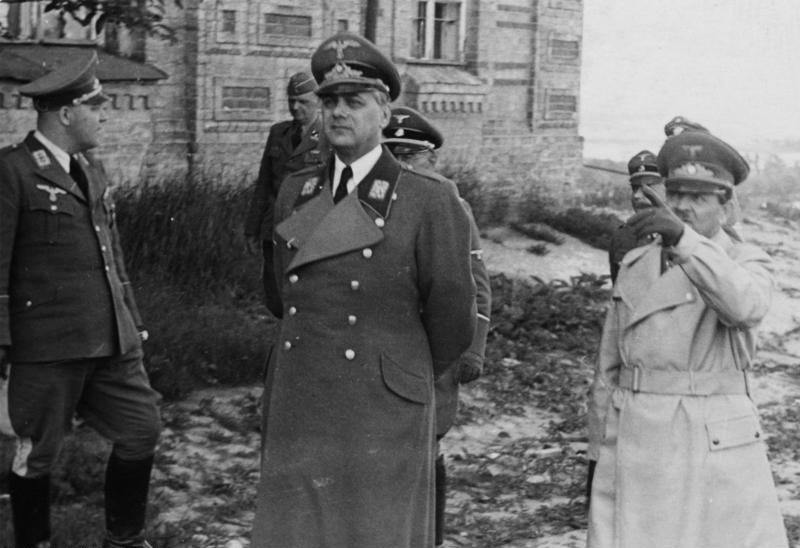
Erich Koch (à droite) et Rosenberg (au centre), visitant la laure des Grottes de Kiev, dans le Reichskommissariat d'Ukraine.

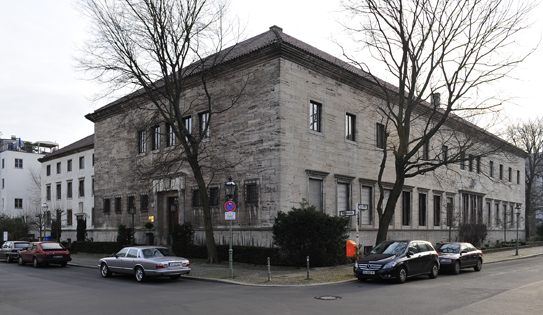
À partir de 1942, résidence officielle du ministre pour les territoires occupés de l'Est, Alfred Rosenberg, ensuite transformée en résidence officielle des invités du Gouvernement.

Par un décret de Hitler, il est nommé ministre des Territoires occupés à l'Est le 16 juillet 1941. Mais, rapidement, les compétences dont il dispose sont rognées par l'action de certains de ses concurrents, Himmler et Göring notamment, tandis que ses représentants en Ukraine et dans l'Ostland ne tiennent pas compte de ses directives. De ce fait, il joue un rôle important[pas clair] dans la politique génocidaire mise en place de façon systématique à partir de l'invasion de l'Union soviétique.

### Préalables
Dans les mois qui suivent la campagne de France de mai et juin 1940, il multiplie les déclarations annonçant le déclenchement du conflit contre l'Union soviétique. Au cours du mois de mars 1941, il apparaît clairement aux principaux responsables du Reich que Rosenberg semble sur le point de connaître un accroissement sans précédent des pouvoirs dont il dispose.
Nommé en mars 1941 conseiller spécial pour les territoires occupés à l'Est, il est nommé le 20 avril 1941 Bevollmächtiger für die zentrale Bearbeitung der Fragen des osteuropäischen Raumes,, malgré de fortes réserves de Heinrich Himmler notamment.
De ce fait, il joue un rôle certain dans la préparation idéologique et pratique de l'invasion de l'URSS, ce qui n'échappe pas aux services de renseignements soviétiques dans les semaines qui précèdent immédiatement l'intervention allemande. Ainsi, il soutient, même s'il ne participe pas à la réunion du 2 mai 1941 relative à la préparation économique de l'invasion et de l'occupation des territoires conquis, à la fois les projets d'exploitation économiques préparés par les services de Herbert Backe, mais aussi le plan famine, projet de réduction de la population soviétique par la famine et la déportation en Sibérie. Dans les jours qui suivent, il présente, dans les instructions destinées à ses futurs subordonnés, sa formulation des conclusions de la réunion du 2 mai 1941.
Ainsi, durant cette période précédant immédiatement l'invasion, il expose dans un certain nombre de mémoires destinés à Hitler sa vision de ce que doit être l'Union soviétique occupée par le Reich ; dans son premier mémoire, daté du 2 avril 1941, il présente comme nécessaire la destruction de l'État soviétique, par l'extermination de ses représentants, et le déplacement de populations entières. Dans son mémoire du 29 avril 1941, il préconise une politique de ghettoïsation des Juifs d'Ukraine, puis, dans son mémoire du 8 mai 1941, une politique de colonisation des pays baltes.

### Nomination
Le 16 juillet 1941, lors d'une conférence réunissant Hitler, Lammers, Göring, Bormann et lui-même, il est nommé sur décret de Hitler « ministre des Territoires occupés de l'Est » (en allemand, Minister für die besetzten Ostgebiete),, et supervise l'administration civile à travers les Reichskommissariat.

### Prérogatives réelles
Néanmoins Rosenberg apparaît comme un ministre privé de son domaine de compétence, ses compétences ministérielles étant réduites comme peau de chagrin : passant pour un illuminé, mais entouré d'une administration compétente, composée pour une part non négligeable de Germano-Baltes, il doit composer avec les services de Göring qui a la charge de l'économie et qui cherche à l'évincer dès sa prise de poste, de Himmler, dont les compétences policières sont définies clairement le 17 juillet ainsi qu'avec les hauts commandements militaires (OKW et OKH),.
Ainsi, dès sa nomination, il trouve face à lui des commissaires qu'il n'a pas choisis et dont l'indépendance est garantie par Göring et Hitler en personne, ce dernier lui ayant signifié lors de sa nomination le peu d'importance qu'il accordait aux décrets que son nouveau ministre pouvait prendre pour les territoires placés sous son contrôle ; Göring, à cette même occasion, lui a rappelé l'indépendance de fait des commissaires du Reich dans leur circonscription. Parallèlement à cette faiblesse politique, le nouveau ministre doit constamment affronter les empiétements de Himmler sur ses propres prérogatives.
Ainsi, il tente par exemple de lutter contre la corruption des fonctionnaires allemands en poste dans ces commissariats, sans grand succès, Erich Koch et Hinrich Lohse, chacun dans leur circonscription, vivant dans le luxe.

### Politique
Dès sa nomination, Rosenberg tente de mener une politique autonome dans les territoires à l'intérieur desquels son administration est compétente.
Son administration prend le relais de la gestion de la Wehrmacht à partir du 1er septembre 1941, et fournit un vernis de légalité aux réglementations en cours de mise en place dans les territoires dont il a la charge, devant, selon le mot même de Hitler, gouverner de vastes zones avec « une poignée de gens ».
Ainsi, le 16 juillet 1941, il propose la mise en place d'une politique favorable aux intérêts des Ukrainiens, supposés favorables au Reich, mais se heurte à l'indifférence de Göring et à l'opposition de Koch, commissaire nouvellement nommé.
De même, il tente d'exclure le clergé catholique des territoires qu'il contrôle, en limitant l'accès des régions placées sous sa juridiction aux seuls clercs originaires de ces régions.
Dans le même temps, il tente de coordonner l'action des différents acteurs de la politique allemande à l'Est, encourageant des actions génocidaires coordonnées.

### Un acteur du génocide

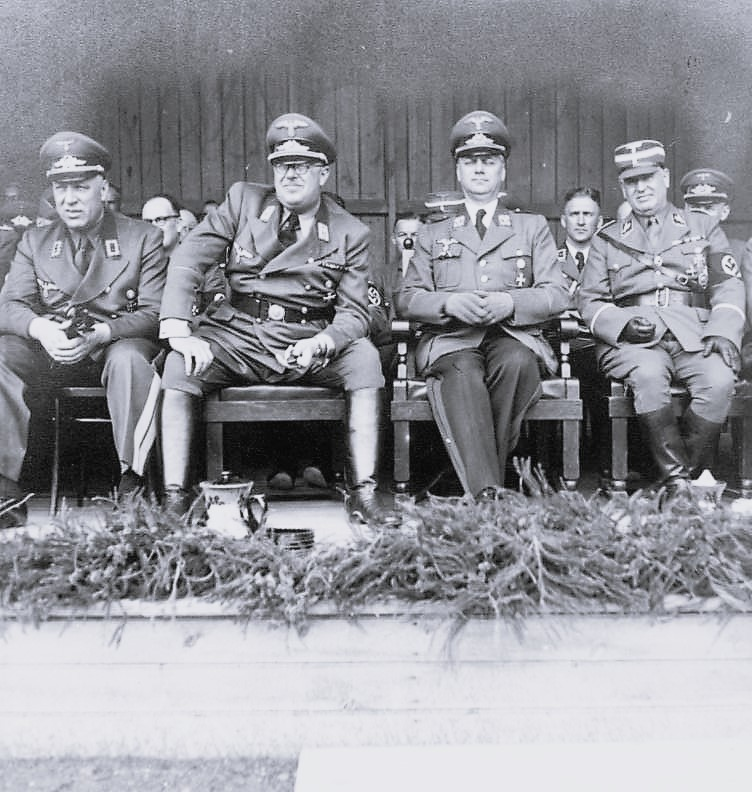
De gauche à droite, Drechsler, Lohse, Rosenberg (les yeux mi-clos), Medem, lors d’une visite dans le Reichskommissariat Ostland, assistant à une fête dans les ruines du château teutonique de Doblen (Lettonie, 1942).

Par ses prérogatives, Alfred Rosenberg se révèle rapidement l'un des principaux acteurs du génocide juif dans les territoires de l'Est sur lesquels il exerce son autorité.
Lors des préparatifs de la guerre à l'Est, les territoires qu'il est censé administrer quelques semaines après le déclenchement des opérations militaires sont ainsi prévus pour accueillir les Juifs du Reich et des régions limitrophes.
Ainsi, en octobre 1941, il est interpellé par Hans Frank, le gouverneur général de Pologne, au sujet de la déportation des Juifs du Gouvernement général dans les territoires placés sous sa responsabilité, mais à ce moment, il se montre réticent à cette déportation systématique, impossible à réaliser, selon lui. De même, peu de temps après, le 15 novembre 1941, Rosenberg rencontre Himmler, afin de savoir si la politique génocidaire est du ressort de la police, placée ainsi dans le domaine de compétence du Reichsführer-SS, ou peut être assimilée à un « élément de la politique générale », donc sous sa propre compétence.
Ainsi, durant l'hiver 1941-1942, il tente de prendre le contrôle de la gestion des Juifs, vivant dans les territoires conquis sur l'URSS, ou encore en juillet 1942, face à Himmler, lorsqu'il propose une définition du Juif dans les territoires dont il a la responsabilité.

### Mise à l'écart
De plus, l'absence d'accès direct à Hitler, dont les visiteurs sont sévèrement contrôlés par Hans Lammers et la présence de Martin Bormann, le prive dans les faits d'une partie de ses prérogatives : entre avril 1941 et le 17 octobre 1943, date de la dernière visite attestée, Rosenberg rencontre Hitler seize fois ; de plus, à partir de mars 1943, il n'a plus de représentant personnel auprès de Hitler, pour faire valoir le point de vue de l'administration qu'il dirige.
Cette relégation est également le fruit de l'hostilité de Hans Lammers et Martin Bormann, l’un de ses plus farouches opposants parmi les proches de Hitler, et de l'inimitié profonde que lui porte Himmler.
Soutenu cependant par les cadres territoriaux mis en place dans les districts et par des officiers en poste, Rosenberg voit ses vues politiques clairement désavouées par Hitler, à de nombreuses reprises, en mai puis en juillet 1941, lors de la conférence du 16 juillet 1941, puis, pour la dernière fois le 19 mai 1943.
Rosenberg démissionne le 12 octobre 1944, mais tout porte à croire qu'il n'a reçu aucune réponse, ce qui témoigne de l’inexistence de son influence politique à ce stade du conflit.

## Au tribunal de Nuremberg

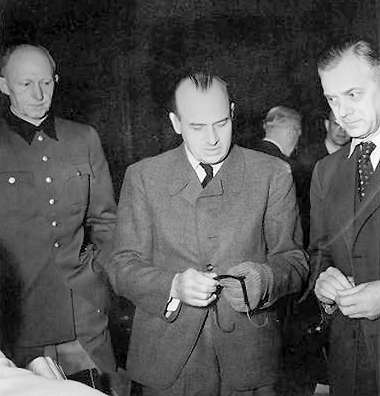
Au procès de Nuremberg en 1946, de gauche à droite, le général Jodl, Hans Frank et Rosenberg.

Au procès de Nuremberg, le 1er octobre 1946, il est condamné à mort après avoir été reconnu responsable des massacres organisés dans les pays à l'Est de l'Allemagne, pour plan concerté ou complot, crimes contre la paix, crimes de guerre et crimes contre l'humanité. Il est pendu le 16 octobre suivant. Quand il lui est demandé s'il a quelque chose à déclarer avant son exécution, il répond d'un simple « Non ».
Après son exécution, les principaux acteurs de la mise en œuvre de la politique de réorganisation de l'Est du continent européen utilisent sa position pour se disculper eux-mêmes.

## Le théoricien du national-socialisme
Rapidement, Rosenberg s'affirme comme l'un des principaux acteurs de la mise en place du corpus théorique du national-socialisme. En effet, il se considère comme le « gardien du temple du national-socialisme », notamment de son idéologie ; à ce titre, il fait l'objet, tout au long de sa carrière, de railleries de la part des autres dignitaires du régime, pour son « intellectualisation » de la doctrine du parti, qui, en définitive, comme le note Joachim Fest, « résidait dans l'exercice du pouvoir », et non dans une « façade idéologique ».
Rosenberg est connu pour son rejet du christianisme[réf. incomplète], et pour avoir joué un rôle important dans le développement du néo-paganisme, perçu comme une transition vers une nouvelle foi nazie (le terme exact, comme le souligne Jacques Lorraine dans son ouvrage édité une première fois en 1943, puis réédité en 1944 sous le titre Les Allemands en France utilise le terme de « Foi allemande ») ainsi que pour son antimaçonnisme.
En effet, idéologue du NSDAP dans les années 1920, en concurrence dans un premier temps avec Gottfried Feder, puis avec Joseph Goebbels dans ce domaine, il développe au sein du mouvement une approche intellectuelle du national-socialisme, qui suscite l'incompréhension, voire l'amusement, de nombreux membres du parti. De plus, la publication de son ouvrage, Le Mythe du Vingtième Siècle, suscite, de la part de Hitler, d'importantes réserves, essentiellement pour des raisons tactiques, celui-ci souhaitant mettre en place les conditions d'un rapprochement entre le NSDAP et les partis catholiques.
Pour un mouvement comme le NSDAP, le contrôle de l'idéologie, entre autres par le contrôle de l'Histoire, est déterminant pour asseoir le pouvoir de Rosenberg sur le parti, et au-delà, sur les domaines dans lesquels son bureau exerce une compétence, sans cesse remise en question par d'autres membres de la « nébuleuse » nationale-socialiste,.
S'il essuie des échecs dans sa lutte pour le contrôle de l'agitation antisémite, il parvient cependant à imposer la ligne idéologique la plus radicale sur les questions raciales et culturelles, jusqu'à faire modifier un certain nombre de textes religieux mis en musique par Mozart ou Haendel. Cependant, cette influence sur l'idéologie du NSDAP ne doit pas masquer sa relégation, en dépit des publications régulières de ces textes, marquée par la relative mise à l'écart à partir de 1933, notamment à la suite de ses démêlés avec la hiérarchie catholique ; cette mise à l'écart est renforcée au fil des années 1930 par l'arrivée, dans les rangs du NSDAP et de ses organismes de recherche, de jeunes gens dotés d'un bagage universitaire plus important que le sien.
Fortement marquée par le darwinisme social, dont l'introduction dans le Reich est contemporaine de ses études, sa pensée est également très influencée par le « pessimisme racial », emprunté à Gobineau.

### Une vision nationale-socialiste de l'Histoire
À ses yeux, le combat des races constitue la raison d'être de l'Histoire humaine. Dès 1920, appuyé sur son antisémitisme paranoïaque et obsessionnel, Alfred Rosenberg définit l'Histoire comme une lutte entre races rivales.
En cela, il développe les conceptions historicistes, que Hitler reprend par la suite : une lutte gigantesque, qui prend la forme d'une gigantomachie, oppose la race aryenne à la race sémitique depuis une longue éternité, les Indogermains ne faisant que se défendre contre un danger oriental. Il est cependant peu suivi dans les milieux académiques allemands et doit compter avec la réserve des milieux universitaires.
Ainsi, il développe une conception déterministe de l'Histoire selon deux principes : tout d'abord, l'existence d'une loi de l'Histoire, la lutte des races pour leur survie, qui serait intangible ; ensuite, cet affrontement racial met aux prises deux mêmes races, malgré les oripeaux extérieurs, pouvant connaître des modifications de forme.
Sa conception est développée dans son ouvrage le plus important, Le Mythe du XXe siècle, texte de plus de sept cents pages, et repose sur un fort pessimisme : la pureté raciale originelle et le génie qui en découle, est constamment menacée par les Juifs, ennemis millénaires et protéiformes des populations nordiques.
Ainsi, il emprunte à Herman Wirth le thème de l'origine nordique de la race aryenne, et va jusqu'à adhérer à l'hypothèse d'une race partie à la fois en direction de l'Amérique du Nord et de l'Europe, depuis une île au milieu de l'océan Atlantique, qu'il situe plus au Nord que l'Atlantide, dans l'archipel d'Heligoland ou dans la Thulé des Hyperboréens, décrits par Pythéas.
À côté de la lutte des races, Rosenberg développe aussi l'idée que l'opposition des sexes constitue un puissant facteur explicatif de l'Histoire humaine ; en effet, selon lui, la société étrusque est organisée sur des bases matriarcales, opposées en cela à la société nordique, appuyée sur des bases patriarcales,.
Parallèlement à cette discussion sur le mythe des origines de la race nordique, Rosenberg expose dans ses divers écrits sa propre conception de l'histoire grecque et romaine, l'analysant comme un processus de décadence-régénération. Ainsi, il développe une conception de l'histoire antique très personnelle. À ses yeux, tout peuple qui a renoncé à une pureté raciale a été balayé par un peuple dans lesquels les éléments indogermaniques n'ont pas encore perdu l'essentiel de leur force.
Pour l'auteur du Mythe du Vingtième Siècle, Alexandre le Grand ne veut pas réaliser la monarchie universelle, mais souhaite réaliser la fusion de deux aristocraties, deux élites, la grecque et la perse, « racialement » parentes : aux yeux de Rosenberg, Alexandre jouit du supposé de la bonne foi raciale, en écartant de manière systématique les Sémites, les Babyloniens et les Syriens de la direction de l'empire qu'il édifie. Cependant, le bilan de son règne reste négatif car, selon Rosenberg, Alexandre n'a pas été en mesure de léguer un héritage durable, les races asiatiques qui avaient plié sous le joug indo-germanique perso-macédonien ayant rapidement repris le dessus.
Ainsi, c'est seulement après la défaite raciale et politique des Grecs, que Rome participe de façon importante à la lutte des races, dans un premier temps en s'opposant à la sémitique Carthage : pour Rosenberg, cette série de guerres représente aussi un choc entre deux races antagonistes et son issue a sauvé l'Occident de l'essor dans ses contrées de la civilisation phénicienne et de ses « miasmes ». Ainsi, il donne au discours de Caton l'Ancien une signification raciale : il lui confère le sens d'un appel à la destruction de la race punique ; il regrette malgré tout que Rome n'ait pas poussé son avantage jusqu'au bout, et entrepris une campagne dans l'est du bassin méditerranéen pour éradiquer de façon définitive les foyers de peuplement sémitiques.
De même, il regrette que les guerres menées par Vespasien et Titus en Judée ne se soient pas soldées par l'extermination du peuple juif ; cependant, conscient que cette mesure n'était pas nécessaire, du point de vue stratégique, il développe l'idée qu'elle est néanmoins nécessaire d'un point de vue racial, car, à la suite de la diaspora, la figure du Juif fait alors son entrée dans la guerre des races, qu'il ne mène ouvertement qu'en de très rares occasions, notamment pendant la révolte juive : en effet, aux yeux de Rosenberg, le peuple juif mène la guerre raciale de façon insidieuse : l'ayant perdue du point de vue militaire et politique, il va la gagner, en s'appuyant sur le christianisme en général, et plus spécifiquement, sur la lecture de saint Paul. En effet, Rome s'est écroulée sous les coups d'un assaut venu du Sud et de l'Est ; de la sorte, Rosenberg reprend les thèses d'une abondante littérature antisémite, prônant l'idée d'une défense de la romanité, et de sa forme politique, l'Empire romain, rendue possible par l'apport des populations germaniques à partir du IIIe siècle, mais tenue en échec par les influences méridionales.
Dans le cadre de cette guerre de races, la Révolution d'octobre est perçue comme le dernier avatar de la volonté des peuples du Levant de dominer le monde.
Rosenberg développe aussi des idées sur les peuples antiques disparus ; les Mongols sont perçus comme des avant-gardes des Asiatiques nomades, sémites contre les peuples sédentaires d'Europe du Nord et de l'Ouest. Les Étrusques, des Orientaux, des Sémites selon lui, suscitent son ire. En effet, présenté dans les années 1930 comme un contre-modèle, ce peuple installé en Italie centrale constitue selon l'auteur du Mythe du XXe siècle l'archétype des populations proche-orientales, que les Nordiques doivent combattre ; en effet, il présente la société étrusque comme une société matriarcale, contrôlée par des prêtres-magiciens, dépravée, tant chez les femmes, toujours à la recherche du plaisir sexuel, que chez les hommes volontiers accusés de pédérastie, d'homosexualité et d'onanisme.
Il partage avec Himmler un engouement pour le duc de Saxe Henri le Lion, opposant germanique à la politique méditerranéenne de Frédéric Barberousse.

### Vers une nouvelle religion?
Dans son principal ouvrage, le Mythe du vingtième siècle, édité en 1930, Rosenberg se montre très fortement hostile au christianisme.
Comme Hitler, Rosenberg ne développe de rhétorique anti-chrétienne que parce que, à ses yeux, la religion mise en place à partir de Paul de Tarse a contaminé le christianisme naissant et lui a donné une dimension de réaction contre la domination indo-germanique des Romains.
De plus, les idées véhiculées par le christianisme, constituent, selon Rosenberg, la preuve que le peuple romain avait perdu sa vitalité raciale : pour ce dernier, la honte du péché, notamment celui de la chair, entraîne la honte vis-à-vis de la conscience raciale, qui a pour conséquence la perte de la confiance en soi et l'irrésolution dans l'action. Durant les années 1930, il reprend à son compte certaines visions germaniques du Christianisme : le Christ serait un atlante, membre d'un lignage installé en Galilée vénérant un antique dieu germanique appelé Krist,.
En plus de développer des thèses antichrétiennes, Rosenberg rend publiques ses réflexions sur les religions antiques. Ainsi, il expose son hostilité à la religion étrusque. En effet, il présente la religion étrusque comme une agglomération de rites destinés à satisfaire les Enfers : ces rites, organisés par des prêtres, qui seraient également magiciens, seraient émaillés de sacrifices humains, dont les Étrusques se seraient rendus spécialistes. De plus, basée sur des rites initiatiques, la religion étrusque se caractériserait, selon Rosenberg, par son caractère indécent et amoral.
Cette hostilité envers le christianisme l'incite à encourager, d'accord avec Himmler, un culte spécifiquement germanique : en effet, il souhaite la renaissance du culte d'Odin, afin de favoriser, pour les Allemands, le retour aux valeurs nordiques. 
Ainsi, il préconise la mise en place d'un culte spécifiquement national-socialiste : ces célébrations, encouragées auprès des membres du parti nazi, ces Lebenfeiern, sont mises en avant par Rosenberg comme un nouveau calendrier, destiné à se substituer au calendrier chrétien : le soin apporté à l'organisation de ces fêtes publiques et privées témoigne de la politisation de la vie privée, mais l'agencement bureaucratique de Rosenberg, pour tenter d'encadrer certains excès, fait craindre à ce dernier, ainsi qu'à Himmler, autre ordonnateur du culte néo-païen national-socialiste, la mise en place d'un nouveau clergé ; pour éviter cet écueil, il préconise de donner à ces célébrations un caractère privé. La mise en place de nouveau culte à visée très clairement politique rencontre peu de succès, en dehors des cercles nationaux-socialistes. Cette tentative ne rencontre pas le succès escompté chez les principaux dirigeants du Reich qui souhaitent ne pas heurter de front les églises établies, ou qui voient leur attention absorbée par la guerre, mais inspire fortement Himmler dans ses efforts pour mettre en place une religiosité spécifique dans la SS.
À partir du début de l'année 1934, ses positions antichrétiennes lui valent l'hostilité du Vatican, son ouvrage étant mis à l'Index.

### Une vision eschatologique de la lutte des races
Dès la fin de l'année 1918, Alfred Rosenberg pose la lutte entre les races comme le moteur principal de l'histoire.
Durant cette période, il affine sa représentation du stéréotype juif : chaque Juif, représentant d'un fantasmatique « Judaïsme mondial », est, selon Rosenberg, relié à l'ensemble de ses coreligionnaires par de multiples médias, notamment la Franc-maçonnerie, dans le cadre d'un projet politique de domination du monde.
Dans le Mythe du Vingtième Siècle, l'auteur prophétise la plongée du monde dans le chaos en cas de défaite de la race aryenne dans la lutte l'opposant au monde asiatique, qui a pris la forme du bolchevisme juif. La lutte, il l'annonce dès 1935 dans un discours devant une société savante, la Nordische Gesellschaft, et en définit les principaux caractères : elle sera décisive, terrible et sans pitié, elle aura les traits d'une guerre raciale et idéologique et se soldera par la victoire ou la défaite totale de l'un des protagonistes. En cas de défaite des Aryens, le sort serait terrible : le métissage et la submersion du sang aryen, réputé pur, dans le sang impur des races inférieures.

## Publications

### Le journal de Rosenberg
Lors du procès de Rosenberg, le tribunal militaire international avait décidé le 19 août 1945 de donner à la défense accès au journal que l'inculpé avait tenu avant et pendant la guerre, mais Alfred Thoma, avocat de Rosenberg, nota : « Kempner ne nous le remet pas. » Selon Thoma, l'accusation lui déclara que le journal était introuvable.
En fait, le substitut Kempner détourna frauduleusement de nombreuses pièces du procès, parmi lesquelles le journal, et, quand sa mission à Nuremberg fut terminée, emporta ces pièces avec lui aux États-Unis. Le journal fut récupéré par des agents de l’United States Immigration and Customs Enforcement en juin 2013,, auprès de l’ancienne secrétaire de Robert Kempner, et, tout en restant propriété du gouvernement américain, fut déposé le 17 décembre 2013 à l’United States Holocaust Memorial Museum.
Selon l’United States Holocaust Memorial Museum, le bureau du procureur avait donné à Kempner l'autorisation d'emporter les pièces, mais selon l’U.S. Immigration and Customs Enforcement, la soustraction des documents par Kempner était contraire à la loi et à une procédure correcte.
D'après Jürgen Matthäus, directeur de recherches au Center for Advanced Holocaust Studies de l’United States Holocaust Memorial Museum, Rosenberg était obsédé par les Juifs, mais cela n'apparaît guère dans son journal. Il aborde parfois le sujet, par exemple le 28 mars 1941 pour dire que cette race doit être séparée de toute l'Europe (« diese Rasse aus ganz Europa auszusondern »), mais le journal ne contient rien sur l'extermination des Juifs. Jürgen Matthaus conjecture que le motif de ce silence est que Rosenberg n'avait pas de raison d'entrer dans des détails sur les buts fondamentaux du nazisme parce que, pour lui, ils allaient de soi.
Le journal est consultable sur le site de l’United States Holocaust Memorial Museum. Il est publié en France en 2015 chez Flammarion.

### Ouvrages
- Journal, 1934-1944, traduit de l'allemand par Bernard Lortholary et Olivier Mannoni, avec la collaboration de Jean-Marc Dreyfus ; édition établie sous la direction de Jürgen Matthäus et Frank Bajohr ; Paris, Flammarion, 2015, 688 p.  (ISBN 978-2-08-136635-0)
- Le Mythe du vingtième siècle, traduction française, 1986 ; en ligne ou [PDF]
- Das Verbrechen der Freimaurerei, Judentum, Jesuitismus, deutsches Christentum (« Les crimes de la franc-maçonnerie, judaïsme, jésuitisme, christianité allemande »), Munich, J. F. Lehmann, 1922
- Peste en Russie ! Le bolchevisme, ses dirigeants, ses exécutants et ses victimes, 1922
- Die Protokolle der Weisen von Zion und die jüdische Weltpolitik (Les Protocoles des Sages de Sion et la politique juive mondiale) Dt. Volksverlag Böpple (de), Munich, 1922 et 1924[z]
- An die Dunkelmänner unserer Zeit. Eine Antwort auf die Angriffe gegen den „Mythus des 20. Jahrhunderts“ (620 000 ex.), 1937
- Dietrich Eckhart. Ein Vermächtnis, 2e  éd., Munich, 1935
- Protestantische Rompilger. Der Verrat an Luther und der „Mythus des 20. Jahrhunderts“, 1re  éd., Munich, Hoheneichen, 1937
- Die Spur des Juden im Wandel der Zeiten, 4e  éd., Munich, maison d'édition de la NSDAP, 1939
- Letzte Aufzeichnungen. Nürnberg 1945/46. Ideale und Idole der Nationalsozialistischen Revolution Jomsburg, Uelzen, 1996, 2e  éd.  (ISBN 3-931637-01-8)
- Heinrich Härtle (dir.), Großdeutschland. Traum und Tragödie. Rosenbergs Kritik am Hitlerismus Selbstverlag, 2e  éd., Munich, 1970  — Avant-propos d'Alfred Rosenberg ;  enthält die letzten Aufzeichnungen Rosenbergs aus dem Nürnberger Gefängnis 1946
- Arthur Ruppert (dir.), Waffenbruder Finnland. Ein Buch für die deutschen Soldaten in Finnland[aa]  — Avant-propos d'Alfred Rosenberg